# Museu Ghibli
O Museu Ghibli (三鷹の森ジブリ美術館, Mitaka no Mori Jiburi Bijutsukan) é um museu de arte situado em Tóquio, no Japão dedicado ao Studio Ghibli. Foi inaugurado a 1 de outubro de 2001. Está localizado no Parque Inokashira, na cidade de Mitaka, localizada a oeste de Toquio. O museu, que une elementos do universo infantil, tecnológico e de artes plásticas, é dedicado à arte e técnica de animação. Sua estrutura comporta um café, uma livraria, um jardim no último piso e um teatro para apresentação de curtas-metragens exclusivos do Studio Ghibli, criado por Hayao Miyazaki.
No artigo The auteur of Anime, Margaret Talbot afirma que o zelo de Miyazaki pela habilidade e pela beleza definiu um novo padrão nos filmes animados. Com poucas exceções, conhecemos os nomes dos diretores de filmes infantis, mas se você já assistiu a um filme de Miyazaki, você sabe seu nome. Ele não apenas desenha personagens e tece histórias para os filmes que dirige; ele também escreve ricos e estranhos jogos de cena, que misturam a mitologia japonesa com o realismo psicológico moderno. Os ingressos não são vendidos no museu, então é necessário comprá-los antecipadamente: através do website "l-tike.com" por mil ienes para os adultos, 700,00 ienes entre 13 e 18 anos, 400,00 ienes entre 7 e 12 anos, 100,00 entre 4 e 6 anos e para os menores a entrada é gratuita ou do site Voyagin e Japanican, porém custando mais que mil ienes online fora do Japão — nos escritórios da JTB (e é necessário apresentar o passaporte pessoalmente; online do Japão — nas lojas de conveniência de Lawson. O local abre às 10 horas, e fechas às 18 horas todos os dias da semana, exceto Terça, em que o museu fica fechado.

## História
O museu começou a ser planejado em 1998, mas o início da construção só veio acontecer em março de 2000. Em 1 de outubro de 2001, o Museu Ghibli era inaugurado. Foi Hayao Miyazaki, o próprio diretor do Studio Ghibli, quem projetou o museu. Usando storyboards parecidas com as que ele configura os filmes.   

## Arquitetura e decoração
Apesar da arquitetura exuberante, de forte influência europeia, principalmente, da vila italiana de Calcata, o Museu Ghibli parece confundir-se e integrar-se bem à paisagem de Tóquio. As paredes externas são pintadas em tons pasteis como rosa, verde e amarelo. Com escadas internas e externas expirais que são construídas de ferro e interior de pontes, a construção reflete os trabalhos cinematográficos de Miyazaki, que pretende que os visitantes realizem essa experiência no local com seus próprios olhos e ouvidos, deixando a imaginação fluir. Sendo assim, o slogan do museu é "Vamos nos Perder Juntos". 
A área externa conta com uma enorme estrutura de ferro, semelhante a uma gaiola para pássaros e uma estátua de robô trajando uma armadura. Na entrada, um afresco no telhado retrata o azul do céu de Fra Angelico e um sol sorridente acompanhado de frutas e vegetais.
O foco nos detalhes é marca da construção, contando também com elementos remetentes à obra de Miyazaki, como uma reprodução do ônibus-gato presente em "Meu vizinho Totoro" [1988] (original: Tonari no Totoro). 

## Exibições Permanentes
No piso inferior do museu, há uma sala de exibição que mostra a história e a ciência por detrás das animações, com um zootrópio (um dos percursores do cinema) denominado "Vigoroso Totoro" com modelos dos personagens da animação de mesmo nome. No primeiro piso, existe um modelo de estúdio de animação apelidado de "Onde um Filme Nasce", com cinco salas que ilustram o processo criativo na montagem dos filmes, assim como as técnicas utilizadas e as paredes ocupadas por vários desenhos de livros e brinquedos. O foco do andar é apenas nos filmes produzidos pelo Estúdio Ghibli.

## Exibições Especiais
Além das exibições dos trabalhos do próprio estúdio, o museu também apresenta trabalhos de outras companhias desde 2001 no segundo piso: 
- De 2001 - 2002: Sen to Chihiro no Kamikakushi (A Viagem de Chihiro). Trata-se de uma animação fantasiosa japonesa sobre uma garota de dez anos, Chihiro Ogino, que entra no mundo espiritual a fim de salvar seus pais que haviam sido transformados em porcos ao mudarem-se para a nova vizinhança.
- De 2002 - 2003: Tenkū no Shiro Rapyuta (Castelo no Céu), uma animação de aventura de 1986 sobre dois jovens que tentam manter em segurança um cristal mágico e longe dos militares enquanto procuram um castelo flutuante; e Kūsō no Sora Tobu Kikaitachi (Máquinas Imaginárias Voadoras), um filme curto lançado em 2002 que fala sobre voar e as máquinas necessárias para conseguir esse feito.
- De 2003 - 2004: Trabalhos de Yuriy Borisovich Norshteyn, um artista russo muito premiado.
- De 2004 - 2005: Animações do estúdio da Pixar.
- De 2005 - 2006: Arupusu no Shōjo Haiji, a série dramática de 1974 baseada na novela suíça Heidi's Years of Wandering and Learning de 1880.
- De 2006 - 2007: Trabalhos do estúdio Aardman Animations da Inglaterra, principalmente na série de comédia Wallace and Gromit.
- De 2007 - 2008: Goldilocks and the Three Bears, um conto de fadas do século XIX; Panda! Go, Panda!, uma animação japonesa de 1972; e trabalhos do diretor e produtor Isao Takahata
- De 2008 - 2009: Petit Louvre.
- De 2009 - 2010: Gake no Ue no Ponyo (Ponyo no Penhasco), uma animação cômica japonesa de 2008 sobre um peixe-dourado que conhece um garoto de cinco anos e sonha em se tornar ser humano.
- De 2010 - 2011: Welcome to Saturn Theater (Bem-vindo ao Teatro Saturno).
- De 2011 - 2012: The View from the Cat Bus (A Visão do Ônibus Gato).
- De 2012 - 2013: The Gift of Illustrations ― A Source of Popular Culture (Um Presente de Ilustrações - Uma Fonte de Cultura Popular).
- De 2013 - 2014: The Lens at Work in The Ghibli Forest (As Lens no Trabalho na Floresta Ghibli).
- De 2014 - 2015: The Nutcracker and the Mouse King ― A Fairy Tale Treasure (O Quebra-Nozes e o Rei Rato - Um Tesouro dos Contos de Fada).
- De 2015 - 2016: The Haunted Tower ― Perfect Popular Culture (A Torre Mal-Assombrada - A Perfeita Cultura Popular).[6]